# 炎のメモリアル
『炎のメモリアル』（原題：Ladder 49）は、2004年制作のアメリカ映画。ホアキン・フェニックス、ジョン・トラボルタ出演。
人命救助に命をかける消防士たちの姿を描いたドラマ映画で、アメリカ同時多発テロ事件の際に活躍した多くの名も無き消防士たちに敬意を表して制作された。
同じ消防士を主人公にした『タワーリング・インフェルノ』や『バックドラフト』がアクション色が強いのに対し、本作は1人の若い消防士の成長に重点を置いたドラマ作品となっている。

## あらすじ
ボルチモア消防局の消防士ジャックは、ポンプ隊が放水する前に燃えさかる建物に入り救助活動を行うラダーカンパニー（はしご隊）の隊員。
ある日、穀物倉庫で発生した火災に出動したジャックは取り残された1人の男性を救助する活動の最中、突如起きた爆発に巻き込まれて階下に投げ出され、自力での脱出が不可能になってしまう。
救助を待つジャックの脳裏に、自分がこの道に進むまでの出来事が走馬灯のように甦ってくる…。

## キャスト
| 役名               | 俳優                   | 日本語吹替 |
| ------------------ | ---------------------- | ---------- |
| ジャック・モリソン | ホアキン・フェニックス | 森川智之   |
| マイク・ケネディ   | ジョン・トラボルタ     | 池田秀一   |
| リンダ             | ジャシンダ・バレット   | 冬馬由美   |
| トミー             | モリス・チェストナット | 楠大典     |
| レニー             | ロバート・パトリック   | 大塚芳忠   |
| デニス             | ビリー・バーク         | 咲野俊介   |
| レイ               | バルサザール・ゲティ   | 置鮎龍太郎 |
| トニー             | ティム・ギニー         |            |
| フランク           | ケヴィン・チャップマン |            |
| キース             | ジェイ・ヘルナンデス   |            |
| ドン               | ケヴィン・ダニエルズ   |            |

その他、落合弘治、天田益男、相沢正輝、山野井仁、長克巳、西凛太朗、真山亜子、浅野まゆみ、西嶋陽一、朝倉栄介、赤城進、いずみ流衣、黒崎雅、白石涼子、安谷屋なぎさ